# Tscheburek

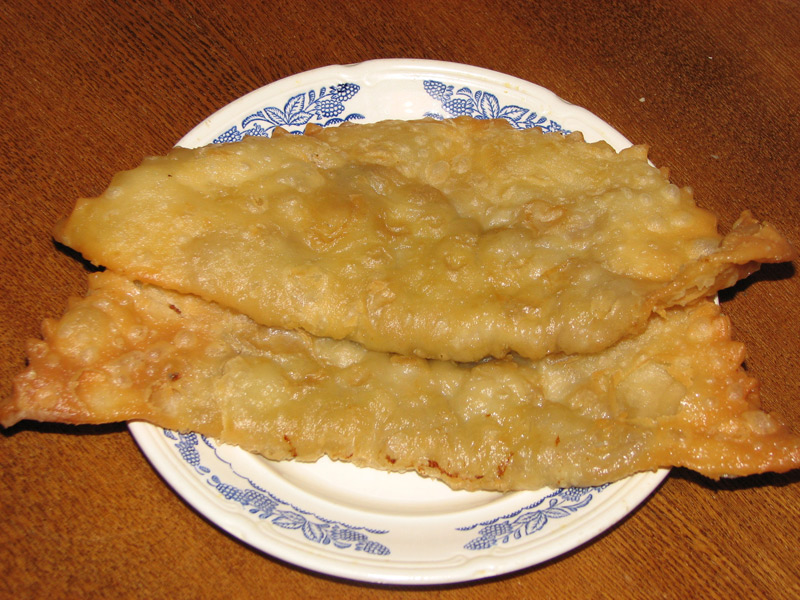
Tschebureki mit Fleischfüllung

Ein Tscheburek (russisch чебурек; Pluralform Tschebureki (чебуреки)) ist ein  Gericht, das ursprünglich aus der Küche der Krimtataren stammt. Der Begriff ist eine sprachliche Abwandlung des krimtatarischen Wortes çüberek bzw. des türkischen çibörek. In Usbekistan wird dieses Gericht auch „Gömmä/Gumma“ genannt. Dieses Wort stammt aus dem Choresmischen Dialekt der usbekischen Sprache und bedeutet „in glühende Kohle vergrabene Nahrung“. Denn in der Choresmischen Oase wird dieses Gericht nicht nur durch Braten, sondern auch durch Vergraben in glühende Kohle oder Kochen in einer Pfanne ohne Öl zubereitet.
Bei einem Tscheburek handelt es sich um eine flache, halbrunde Teigtasche, die für gewöhnlich mit gehacktem Lammfleisch oder einer anderen herzhaften Füllung (möglich sind etwa Tschebureki mit gehacktem Rind- oder Schweinefleisch, aber auch mit Pilzen, Kartoffelbrei oder Käse) in heißem Pflanzenöl goldgelb gebraten wird. Der Füllung werden zusätzlich Zwiebeln, Pfeffer, Petersilie und ggf. weitere Gewürze beigemischt. Der Teig, aus dem die Fladen für Tschebureki geformt werden, besteht lediglich aus Mehl, Wasser, Salz und Ei (nach einigen Rezepten auch aus einem Schuss Wodka). Die fertig geformten Teigtaschen werden in einer großen Menge Fett bei rund 200 °C gebraten und anschließend heiß verzehrt. Hierbei werden sie – ähnlich wie andere vergleichbare Backwaren – ohne Besteck aus der Hand gegessen.
Tschebureki sind sowohl in Russland als auch in anderen Nachfolgestaaten der ehemaligen Sowjetunion als Fastfood weit verbreitet. Traditionell werden sie zu Hause zubereitet oder man bekommt sie in speziellen Lokalen, die in Russland als Tscheburetschnaja (чебуречная, etwa „Tschebureki-Stube“) bezeichnet werden. Heutzutage werden fertige Tschebureki aber auch in gewöhnlichen Restaurants, an Imbissständen und in Supermärkten angeboten. Ebenso sind industriell hergestellte tiefgefrorene Tschebureki im Handel erhältlich.